# Hagenbuch (Weißenburg)
Hagenbuch ist ein Gemeindeteil der Großen Kreisstadt Weißenburg in Bayern im Landkreis Weißenburg-Gunzenhausen (Mittelfranken, Bayern). Hagenbuch liegt in der Gemarkung Weiboldshausen.

## Geographie
Das Dorf liegt am Bösbach zwischen Weißenburg und Höttingen. Hagenbuch wird nur durch die Bundesstraße 2 von Weißenburg getrennt, wobei eine Unterführung die Orte verbindet. Die Hauptstraße des Ortes ist die Kreisstraße WUG 18.

## Geschichte
Hagenbuch wurde 1248 erstmals erwähnt; der Ortsname bedeutet eingefriedete Rodungssiedlung. Der damalige Siedlungskern befand sich bei zwei  Bauernhöfen im Nordosten des Ortes. In den 1960er Jahren entstand das Wohngebiet Bösbachsiedlung. Bis zur Gemeindegebietsreform war Hagenbuch ein Gemeindeteil von Weiboldshausen, wurde aber am 1. Mai 1978 nach Weißenburg umgemeindet. Kirchlich gehört der Ort nach wie vor zu Weiboldshausen.